# Joseph Fouché
Joseph Fouché, první vévoda z Otranta (21. květen 1759, Pellerin, poblíž Nantes, Francie – 25. prosince 1820, Terst, Itálie) byl francouzským politikem během francouzské revoluce a ministrem policie za Napoleonova císařství.

## Mládí
Fouché se narodil v malé vesnici Pellerin, nedaleko Nantes. Jeho matkou byla Marie Françoise Croizet (1720–1793), otcem Julien Joseph Fouché (1719–1771), námořník, který chtěl, aby syn kráčel v jeho stopách. Fyzická slabost a talent pro učení však tento plán záhy zhatil a mladý Joseph začal studovat na oratoriánské univerzitě v Nantes. Při studiích projevoval talent pro literaturu a vědu a chtěl se stát učitelem. Byl tedy poslán do školy v Paříži patřící ke stejnému řádu. Zde již postupoval velice rychle a po krátké době byl povolán na univerzity v Niortu, Saumuru, Vendôme, Juilly a Arrasu. Právě na poslední jmenované se dvakrát setkal s Maxmillianem Robespierrem, ale obě setkání proběhla ještě před propuknutím revoluce.

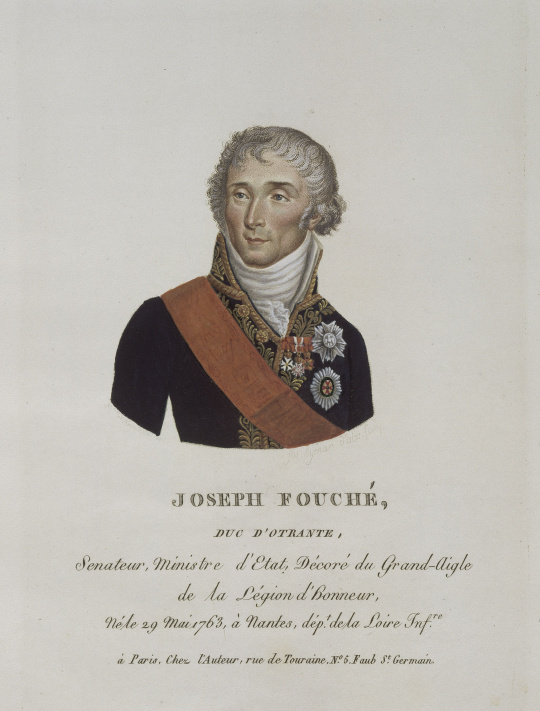
Joseph Fouché

V říjnu 1790 se vrátil do Nantes, kde se oratoriáni chtěli pokusit zkrotit jeho revoluční myšlenky. Účinek to však mělo naprosto opačný a z Fouchého se stal ještě větší demokrat. Obrovský talent a antiklerikářství mu přinesly podporu a obdiv obyvatel Nantes, zejména poté, co se stal místním předsedou klubu jakobínů.

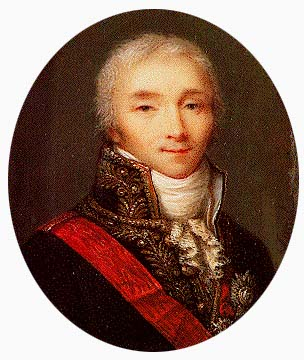
Joseph Fouché

## Revolucionář a republikán
Po pádu monarchie, 10. srpna 1792 (po útoku na palác Tuileries) byl zvolen zástupcem za department Loire-Inférieure do Národního konventu, který 22. září vyhlásil Francouzskou republiku. Zájem o politiku přivedl Fouchého do kontaktu s markýzem z Condorcetu a girondisty. Ovšem jejich z Fouchého pohledu nedostatečná podpora procesu s králem Ludvíkem  XVI. poté i jeho popravy (prosinec 1792 – 21. ledna 1793) způsobila, že přešel do tábora jakobínů. Po krátkém váhání se stal jedním z největších zastánců královy brzké popravy a odsuzoval váhající.
Krize, která vypukla krátce poté, co Konvent vyhlásil válku Velké Británii a Holandsku (1. února 1793, viz Francouzské revoluční války), a o něco později i Španělsku, vynesla Fouchého na vrchol. Stal se jedním z nejmocnějších jakobínských radikálů. Zatímco armády první koalice ohrožovaly severovýchod Francie, vzpoura roajalistů s centry v Bretani a Vendée hrozila Konventu na západě. Fouché byl tedy se svým kolegou Villersem vyslán, aby s téměř diktátorskými pravomocemi potlačil vzpouru "bílých" (bílá byla barvou roajalistů). Odhodlání, s jakým se pustil do vykonání zadaných rozkazů, mu vyneslo obrovskou reputaci a již brzy se stal komisařem republiky v departmentu Nièvre.
Společně s Pierrem Chaumettem pomohl spustit dechristianizaci na podzim roku 1793. V Nièvre Fouché vyplenil kostely, cennosti poslal do státní pokladny a vytvořil Kult Rozumu. Nařídil, aby slova "Smrt je věčným spánkem" byla vepsána na brány hřbitovů. Také bojoval proti bohatství a luxusu, poněvadž chtěl zrušit měnu. Nový Kult byl slavnostně vyhlášen v pařížské Notre Dame "Festivalem Rozumu". Právě zde Fouché podal "nejznámější příklad dechristianizace v raném stádiu". Ironií je, že právě před rokem to byl Fouché, kdo "zastupoval postavení kleriků ve vzdělávání" a teď požadoval na církvi, aby opustila své postavení ve společnost ve prospěch revolučního a čistě filozofického myšlení.
V listopadu odjel Fouché ve společnosti Jeana-Marie Collota d'Herbois do Lyonu, aby zde dohlédl na odstranění odporu proti Konventu. V Lyonu pak 23. listopadu vyhlásil stav ohrožení a s Collotem vytvořili Dočasnou komisi pro přežití republiky. Do Lyonu přišlo na dva tisíce republikových vojáků. Ve dvou dnech tu popravili (zatím ještě zastřelením) 271 lidí. Fouché si za to vysloužil přezdívku "Kat z Lyonu". Nutno podotknout, že popravy se neblaze podepsaly na duševním stavu vojáků, a tak se v příštích měsících začala hojně využívat gilotina.
Přesto však od konce roku 1793 až do jara 1794 byla každý den přivedena na pole u Brotteaux skupinka bankéřů, učenců, aristokratů, kněží, jeptišek, bohatých obchodníků s manželkami včetně dětí a usmrcena buď střelbou nebo rozlíceným davem. Fouché své počínání charakterizoval slovy: "Krev kriminálníků obohacuje půdu svobody a staví moc na pevných základech."
Vztahy mezi Fouchém a Robespierrem se toho roku velice přiostřily a vyústily v Robespierrův pokus vyhodit Fouchého z klubu jakobínů. Nicméně Fouché pracující stále se stejným zápalem plánoval již Robespierrovo svržení, k němuž došlo 28. července 1794. Krátce poté byl sám Fouché uvězněn a nebýt roajalistické vzpoury, byl by býval popraven. Propuštěn z vězení byl na základně amnestie, která následovala po vyhlášení Ústavy z roku 1795.
Jeho návrat z chudoby byl velice pomalý. Všechny jeho vztahy s vlivnými osobnostmi byly zpřetrhány, ale již v roce 1797 se mu podařilo získat zakázku na dodávky pro armádu, jež v sobě skrývaly obrovský potenciál na vydělávání peněz. Své služby nabídl jako prvním roajalistům, ale poté se rozhodl podporovat znovu jakobíny. Během Augereauova antiroajalistického převratu nabídl své služby Barrasovi, členovi Direktoria, který jej v roce 1798 jmenoval francouzským velvyslancem v Cisalpinské republice. V Miláně se ve své pozici moc dlouho neudržel, nicméně byl natolik schopný intrikán, že svému nástupci připravil velmi nepříjemné chvilky.
Na počátku roku 1799 se vrátil do Paříže, a po krátké práci velvyslance v Haagu, se stal 20. července 1799 ministrem policie. Nově zvolený direktor, Emmanuel-Joseph Sieyès, chtěl zamezit jakobínským excesům. Fouché bez milosti chytal pamflétáře a vydavatele, ať už se jednalo o jakobíny či roajalisty, kteří si dovolili kritizovat vládu. Po návratu generála Bonaparta z Egypta v říjnu roku 1799 byl bývalý jakobín Fouché jedním z nejmocnějších lidí ve Francii.

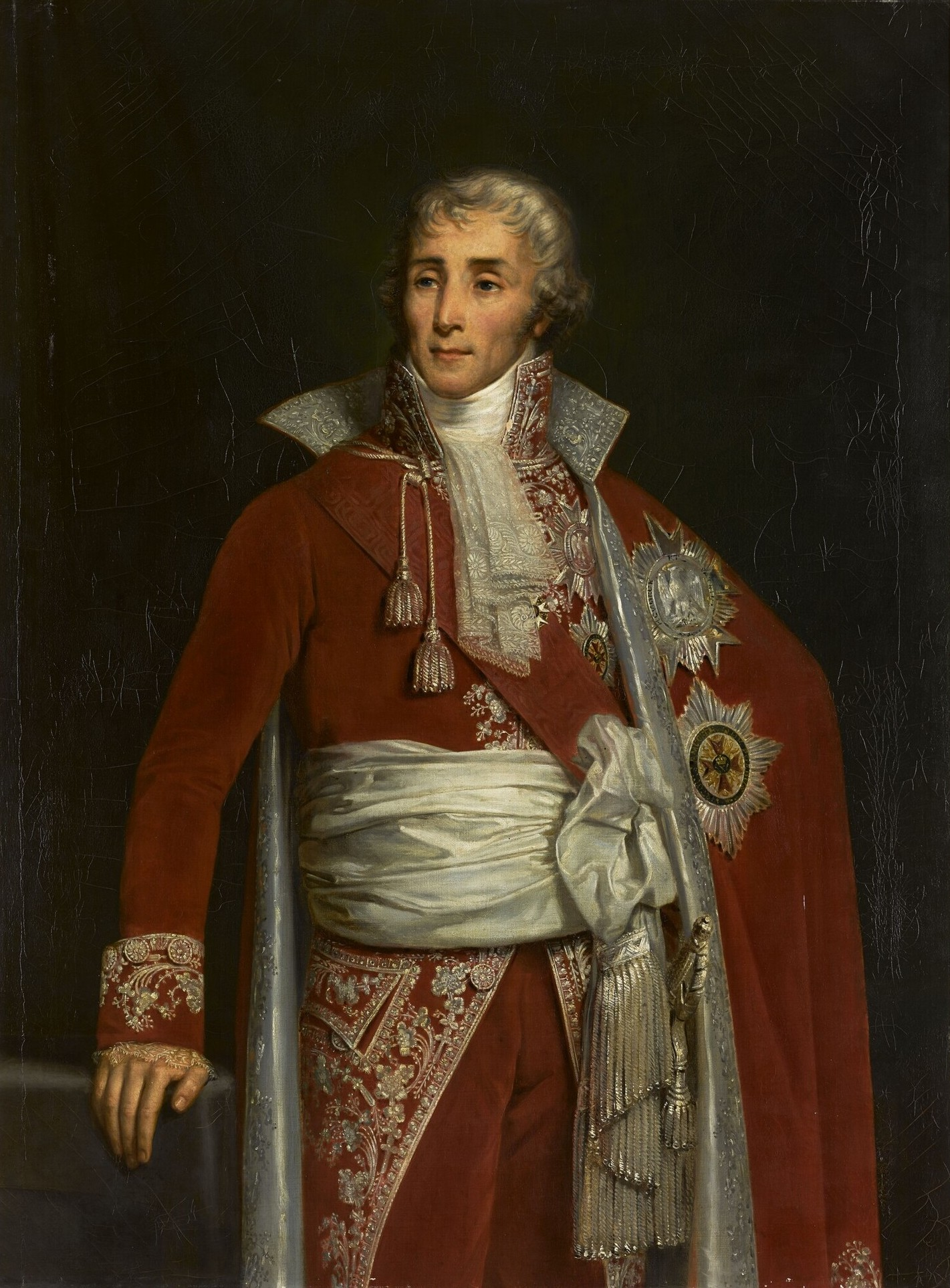
Joeph Fouché, vévoda z Otranta

## Ve službách Bonapartových
Fouché si byl velice dobře vědom nízké popularity, již mělo Direktorium, a proto se připojil k Bonapartovi a Sieyèsovi při jeho svržení z 9. na 10. listopadu 1799. Tímto činem si vysloužil Napoleonovu vděčnost, a ten si jej coby První konzul republiky ponechal na postu ministra policie. Bonapartova náklonnost však neměla příliš dlouhého trvání.
Po incidentu v ulici Saint-Nicaise, kde byl na prvního konzula spáchán bombový atentát, obvinil Bonaparte stále sílící jakobíny. Podle Fouchého však za nepodařeným atentátem stáli roajalisté (což se později i potvrdilo). Toto byl první, nikoli však poslední, spor mezi konzulem a jeho ministrem. Stín jakobínské minulosti Fouchého strašil i dál, a proto když se Napoleon domníval, že to byl Fouché, kdo zachránil jakobíny před stíháním, zbavil jej funkce ministra policie.
Propuštěný Fouché se stal senátorem. Stále však pokračoval ve svých intrikách a sběru informací, takže byl v předstihu i před nově jmenovaným ministrem policie. Napoleonovi svými informacemi pomohl k zadržení a popravě vévody z Enghienu, potenciálnímu následníkovi trůnu, ovšem později o této události prohlásil: "Bylo to horší než zločin, byla to chyba." (což byla mimochodem i věta, kterou poukazoval na přítomnost Talleyranda).
Po vyhlášení císařství se Fouché vrátil na místo ministra policie (později ministr pro vnitřní záležitosti) se stejně důležitými úkoly a mocí jako dříve. Nicméně Napoleonovy pocity nedůvěry, a snad dokonce i strachu z Fouchého nezmizely. Jak se později (v roce 1808) prokázalo, nebylo to zcela neoprávněné. Zatímco bojoval ve Španělsku, doslechl se Napoleon zvěsti, že se Fouché schází velice často se svým dávným nepřítelem Talleyrandem a diskutují spolu o Muratovi. Okamžitě přispěchal zpět do Paříže, ale nenašel nic, co by očerňovalo Fouchého. Toho roku obdržel ministr titul vévody z Otranta, který císař vytvořil v Neapolském království.
Když v roce 1809 Britové během Napoleonovy nepřítomnosti ve Francii (viz Válka páté koalice - 1809) začali ohrožovat Vlissingen a Antverpy, Fouché vydal rozkaz, aby severní departmenty vytvořily Národní gardu čítající 60 000 mužů. Jeho slova: "Dokažme Evropě, že i když génius Napoleon může dát Francii lesk, Francie nepotřebuje jeho přítomnost, aby zahnala nepřítele." Napoleon tímto nebyl obzvlášť nadšen a je tedy pochopitelné, že ministr opět upadl do nemilosti. Později, znaje Napoleonovu touhu po míru, vzal na sebe úlohu nejmenovaného diplomata a zorganizoval malou předehru před vyjednáváním u britského kabinetu. Napoleon tedy začal vyjednávat jen proto, aby zjistil, že jej Fouché už předběhl. Jeho hněv neznal mezí, ale ani tak nedokázal muže, jehož mohl v budoucnu ještě potřebovat, potrestat v plné míře. Zbavil jej sice úřadu, ale jmenoval ho guvernérem Římského departmentu.
V následujících letech se chtěl vypravit do Ameriky, nicméně usadil se v Aix-en-Provence. V roce 1812 se bláhově pokoušel odradit Napoleona od tažení do Ruska (viz Napoleonovo ruské tažení). Také se mu podařilo zaplést se do komplotu proti císaři, nicméně byl nevinný a podařilo se mu očistit své jméno věrnou službou císaři. Dával mu užitečné rady týkající se diplomacie a vnitřních záležitostí. Nicméně ani tak nemohl Napoleona obměkčit. Měl převzít vládu Illyrských provincií. Po zradě Murata měl nakázáno neapolského krále sledovat na každém kroku. Do Paříže se vrátil 10. dubna 1814 ve chvíli, kdy byl Napoleon svými maršály přesvědčován k abdikaci.
Fouchého přispění k této krizi bylo více než charakteristické. Jako senátor poradil svým kolegům, aby vyslali delegaci k hraběti d'Artois, bratrovi Ludvíka XVIII. s návrhem na urovnání vztahů mezi monarchií a národem. Později poslal Napoleonovi, tou dobou ve vyhnanství na Elbě dopis, ve kterém jej prosil, aby odplul do Ameriky. Ludvíkovi XVIII. poté zaslal dopis ve jménu svobody, v němž doporučoval přijetí opatření, která by posloužila k lepšímu chodu království.
Zklamán nulovou šancí na postup, se Fouché připojil ke spiknutí, které si kladlo za cíl svrhnout Bourbony. Markýz de La Fayette a maršál Davout byli oba zapleteni do komplotu, ovšem odmítli se přizpůsobit směru, kterým se chtěl ubírat Fouché. To vyústilo pouze ve stagnaci a nicnedělání.

## Stodenní císařství a restaurace Bourbonů
Po Napoleonově triumfálním návratu z Elby do Paříže 16. března 1815, dostal Fouché dopis od krále Ludvíka XVIII. s nabídkou na místo ministra policie, kterou však tehdy odmítl.
Podařilo se mu vyhnout roajalistickému zajetí, a po Napoleonově převzetí vlády se již potřetí stal ministrem policie. Přesto však vstoupil do tajného vztahu s rakouským velvyslancem Metternichem, aby se připravil na všechny možné eventuality. Fouché velice brzy pochopil, že Napoleonův pád se blíží, a proto tedy, jako ostatně při každé příležitosti, přijal všechna opatření, aby si upevnil svou vlastní pozici.
Po Napoleonově totální porážce u Waterloo se Fouché připojil k opozici v parlamentu a vedl prozatímní vládu, jež měla vyjednávat se Spojenci. Pravděpodobně také plánoval ustanovení republiky, v jejímž čele by stál on sám. K tomu však nikdy nedošlo, protože v červenci roku 1815 se dynastie Bourbonů vrátila opět k moci.
Služby Fouchého však byly i od Bourbonů opět vyžadovány. Zatímco se kníže Talleyrand, další věčný konspirátor, stal ministerským předsedou, byl Fouché jmenován ministrem policie. Bylo ironií osudu, že člověk, jenž byl jedním z těch, kteří odsoudili krále Ludvíka XVI. na smrt pod gilotinou, se stal ministrem policie v kabinetu jeho bratra Ludvíka XVIII.

## Dohra
Fouché byl velmi brzy zbaven místa, ve skutečnosti byl „přemístěn na vhodnější pozici“, a sice jako velvyslanec v Sasku. Stejně tak Talleyrand ztratil post ministerského předsedy (ve skutečnosti místo zastával od 9. července do 26. září 1815). V roce 1816 roajalisté shledali Fouchého schopnosti a služby nadále neužitečnými a poslali jej do vyhnanství. Azyl dostal v Rakousku. Směl se však zdržovat pouze na vyhražených místech. Nejprve v Praze, později v Linci. Zemřel krátce po dalším stěhování v Terstu v roce 1820.